# Stazione di Chūō-Rinkan
La stazione di Chūō-Rinkan (中央林間駅?, Chūō-Rinkan-eki) è una stazione ferroviaria situata nella città di Yamato, facente parte della prefettura di Kanagawa, in Giappone. Essa è servita dalla linea Den-en-toshi della Tōkyū Corporation.

## Linee
Tōkyū Corporation
● Linea Tōkyū Den-en-toshi
 Ferrovie Odakyū
● Linea Odakyū Enoshima

## Struttura

### Stazione Tōkyū

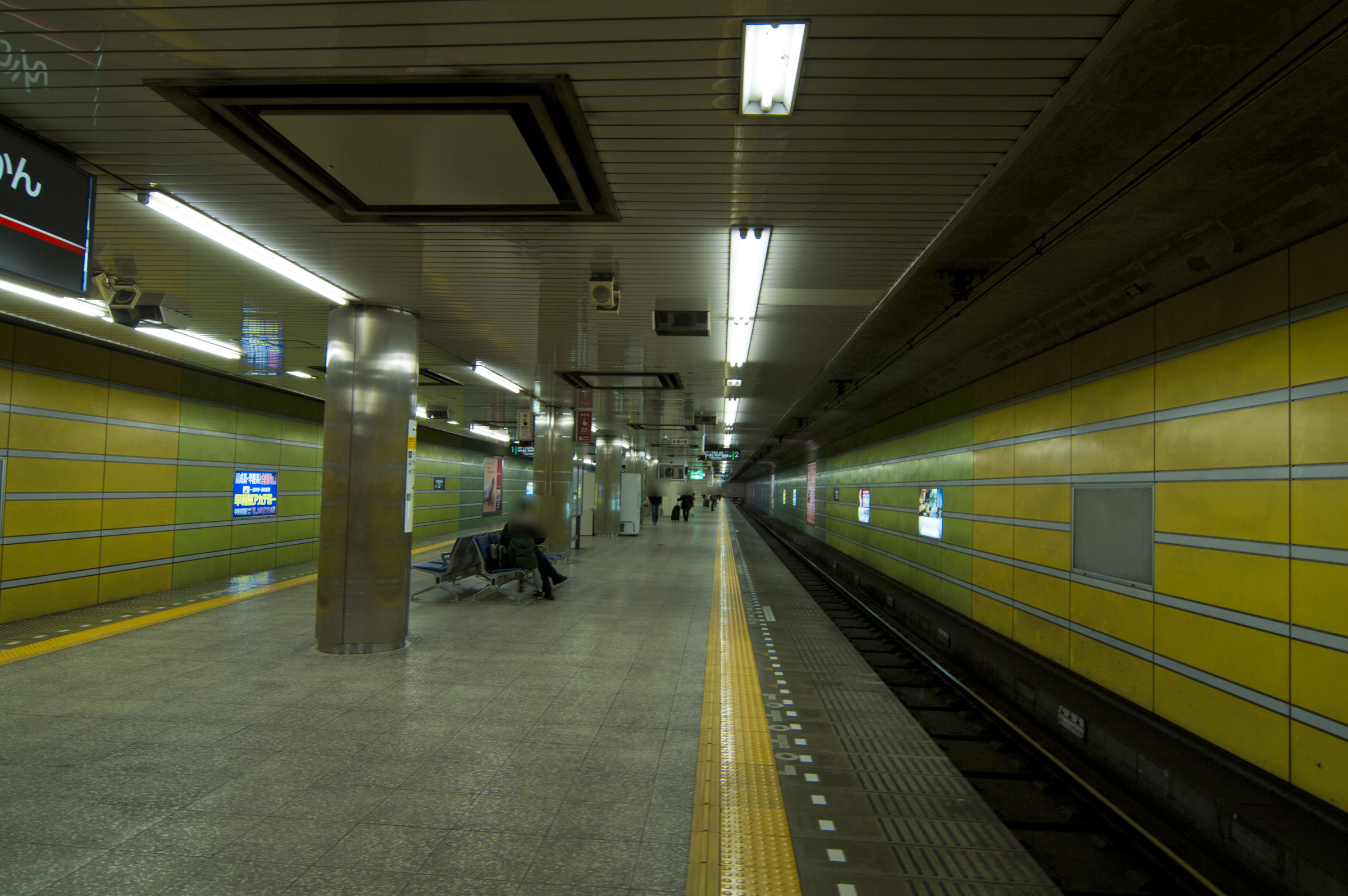
I binari terminali sotterranei della linea Den-en-toshi

La stazione ospita il capolinea occidentale della linea Den-en-toshi ed è realizzata in sotterranea, con un marciapiede a isola che serve due binari tronchi.
| 1-2 | ● Linea Tōkyū Den-en-toshi | per Futako-Tamagawa, Shibuya e, via linea Hanzōmon, Oshiage e, via linea Tōbu Isesaki, Kasukabe |

### Stazione Odakyū
La stazione Odakyū è intermedia alla linea e si trova in superficie, con due binari passanti serviti da due marciapiedi laterali.
| 1 | ● Linea Odakyū Enoshima | per Yamato, Fujisawa e Katase-Enoshima   |
| 2 | ● Linea Odakyū Enoshima | per Sagami-Ōno, Shinjuku e linea Chiyoda |

## Stazioni adiacenti
| «                        | Servizio                    | »                        |
| Linea Tōkyū Den-en-toshi | Linea Tōkyū Den-en-toshi    | Linea Tōkyū Den-en-toshi |
| ------------------------ | --------------------------- | ------------------------ |
| Tsukimino                | Locale                      | Capolinea                |
| Minami-Machida           | Espresso (sabato e festivi) | Capolinea                |
| Nagatsuta                | Espresso feriale            | Capolinea                |
| Linea Odakyū Enoshima    |                             |                          |
| Higashi-Rinkan           | Locale                      | Minami-Rinkan            |
| Sagami-Ōno               | Espresso                    | Minami-Rinkan            |
| Sagami-Ōno               | Espresso rapido             | Yamato                   |